# احتيال وانسياب (فلم)
احتيال وانسياب (بالإنجليزية: Hustle & Flow) هو فيلم دراما أمريكي صدر عام 2005، من إخراج كريج بروير وإنتاج جون سينغلتون وستيفاني ألين. نجوم الفيلم هم: تيرينس هوارد، أنتوني أندرسن، تارين مانينج، تاراجي بيندا هينسون، دي جاي قولس، لوداكريس. حصل الفيلم على جائزة الأوسكار لأفضل أغنية أصلية و رُشِح تيرينس هوارد لجائزة الأوسكار لأفضل ممثل.

## القصة
تدور احداث الفيلم عن قيام احتيال وانسياب يقوم بها الممثلين في إطار تشويقي

## طاقم التمثيل
- تيرينس هوارد بدور دي جاي
- أنتوني أندرسن بدور كاي
- تارين مانينج بدور نولا
- تاراجي بيندا هينسون بدور شاغ
- دي جاي قولس بدور شيلبي
- لوداكريس بدور سكيني بلاك
- بولا جاي باركر بدور لكزس
- إليز نيل بدور يافيت
- آيزك هايز بدور أرنيل
- جوسي جي بدور تيغا
- هايستاك بدور ميكي
- دي جيه باول بدور جار دي جاي.
- آي-20 بدور الحارس الشخصي لـ سكيني بلاك.
- جوزي سكوت بدور إلروي

## روابط خارجية
- الموقع الرسمي
- مقالات تستعمل روابط فنية بلا صلة مع ويكي بيانات